# کوه توکو
کوه توکو (به اسپانیایی: Nevado Tuco) یک کوه در پرو است که در منطقه انکاش واقع شده‌است. کوه توکو ۵٬۴۷۹ متر بالاتر از سطح دریا واقع شده‌است.